# 荷蘭人
尼德蘭人（荷蘭語： （ⓘ）
），漢語習慣稱為荷蘭人，是荷蘭的主體民族，也是日耳曼人的一支。荷蘭人擁有自己的文化，並且以荷蘭語作為母語。荷蘭人與他們的移民後裔廣泛地散居於世界的各個角落，尤其在蘇利南、古拉索、巴西、加拿大、澳大利亞、南非、紐西蘭和美國成為了令人注目的一支少數族群。
在中世紀時，低地國分布於法蘭西與神聖羅馬帝國邊界地帶；到了13世紀時，實際上已幾乎自治。在哈布斯堡王朝的統治下，荷蘭逐漸被建構成為一個統一的行政單位。到了16世紀及17世紀，北荷蘭脫離西班牙而獨立，並建立了荷蘭共和國。相對於其他地區，荷蘭的城市化腳步因而來得較為提早。共和國時期是荷蘭人向歐洲之外大量移民的第一次浪潮。
儘管荷蘭的國土並沒有十分廣闊，人口也沒有很多，但荷蘭人卻留下了極大的歷史遺產。荷蘭人被視為資本主義的先驅者，而他們對西方列強的現代經濟、世俗主義以及自由市場等方面有著重大的影響力；尤其是對大英帝國、十三殖民地以及後來建立的美國。
荷蘭人的傳統藝術與文化包含了傳統音樂、舞蹈、建築風格及服飾等許多種類，而許多也都是世界聞名的。在國際上，對林布蘭、揚·維梅爾和文森·梵谷等荷蘭知名畫家普遍都有著極高的評價。至於荷蘭人傳統的主流宗教信仰則是基督宗教（包含天主教及新教喀爾文派）。此外，有顯著比例的荷蘭人是人本主義、不可知論、無神論或個人主義的追隨者。

## 名稱
尼德蘭是歐洲最早的民族國家之一，他們自稱為尼德蘭人（荷蘭語：Nederlanders）。
英語中，稱之為Dutch。這個單字源自德意志（Deutsch）這個單字，最早來自拉丁语：Theodiscus，本義為部落的，或人民的。在英語傳統中，稱呼尼德蘭人為Dutch，德國人為German，他們同屬於日耳曼民族。英國人常消遣荷兰人作風小气，不喜歡請客，英文中用“GO DUTCH”表示聚餐「帳單平分制」。
中文所說的荷蘭人，源自荷蘭語：，在尼德蘭國內，為荷蘭地區居民的自稱，也就是北荷蘭省與南荷蘭省的居民。荷蘭常被用來作為尼德蘭國整體的代稱，因為歷史因素，在漢語中承襲了這個非正式稱呼，用作這個國家的正式稱呼。因此在漢語中，往往用荷蘭人來代指尼德蘭人整體，但在技術上，這種使用方法是錯誤的。

## 民族認同
大荷蘭（荷蘭語：Groot-Nederland）是一個術語，用來描述部分或全部低地國家，某些政治團體渴望把這些低地國家統一成一個單一政體。
大荷蘭主義（Grootneerlandisme）則是一個術語，用來描述這種政治上的渴望。
一個方案包括荷蘭和法蘭德斯的統一或再統一，組成一個可能的單一制國家，一個聯邦，或一個同盟。因為這個方案將統一荷蘭人，「Dietsland」這個術語被用於描述這種統一。它使用了「Diets」這個詞，荷蘭（Dutch）的古語。另一個方案，叫做「完整荷蘭」（Heel-Nederland），要求把所有低地國家聯合為一個單一實體，「眾荷蘭」。 還有另外一種形式是當代奧蘭治主義，尋求在低地國家恢復荷蘭皇族。

## 語言
荷蘭語是大多數的荷蘭人所使用的母語，是擁有超過2200萬的使用人口的一支西日耳曼語言。荷蘭語大約形成於西元500年，並且擁有超過1500年的書面文歷史。身為西日耳曼語言的一份子，荷蘭語與同屬該語支的菲士蘭語、英語及德語有著緊密的關聯。許多西日耳曼方言都經歷過一系列的子音推移，如今日的菲士蘭語及英語即經歷了鼻音消失，而德語則歷經了高地子音推移。然而，荷蘭語並沒有受這些聲音變化的影響，因此在西日耳曼語支裡有著中心的地位。

## 荷蘭僑民

### 北美洲
荷蘭人早在美國建立之前便已長期居住於北美。有很長的一段時間，荷蘭移民居住在荷蘭共和國統治下的殖民地裡，而這些殖民地便是後來十三殖民地的一部分。儘管如此，許多荷蘭社區依然保持著封閉的姿態，直到南北戰爭爆發，荷蘭移民替北方政府而戰，才逐漸融入美國社會。荷蘭移民也在後來的許多浪潮中被迅速地同化。歷史上曾經出現過三位荷蘭裔的美國總統，分別為第8任的馬丁·范布倫、第26任的西奧多·羅斯福以及第32任的富蘭克林·羅斯福等。
在加拿大，有超過923,310名加拿大人聲稱擁有全部或部分的荷蘭血統。第一批定居於加拿大的荷蘭移民是荷蘭裔美國人中的一群聯合帝國效忠者們。

## 延伸閱讀
- Blom, J. C. H. and E. Lamberts, eds.  History of the Low Countries (2006) 504pp excerpt and text search （页面存档备份，存于）; also complete edition online （页面存档备份，存于）
- Bolt, Rodney.The Xenophobe's Guide to the Dutch. Oval Projects Ltd 1999, ISBN 1-902825-25-X
- Boxer. Charles R. The Dutch in Brazil, 1624–1654. By The Clarendon Press, Oxford, 1957, ISBN 0-208-01338-5
- Burke, Gerald L. The making of Dutch towns: A study in urban development from the 10th–17th centuries (1960)
- De Jong, Gerald Francis. The Dutch in America, 1609–1974.Twayne Publishers 1975, ISBN 0-8057-3214-4
- Hunt, John. Dutch South Africa: early settlers at the Cape, 1652–1708. By John Hunt, Heather-Ann Campbell. Troubador Publishing Ltd 2005, ISBN 1-904744-95-8.
- Koopmans, Joop W.,  and Arend H. Huussen, Jr. Historical Dictionary of the Netherlands (2nd ed. 2007)excerpt and text search （页面存档备份，存于）
- Kossmann-Putto, J. A. and E. H. Kossmann. The Low Countries: History of the Northern and Southern Netherlands (1987)
- Kroes, Rob. The Persistence of Ethnicity: Dutch Calvinist pioneers. By University of Illinois Press 1992, ISBN 0-252-01931-8
- Stallaerts, Robert. The A to Z of Belgium (2010), a historical encyclopedia
- White & Boucke. The UnDutchables. ISBN 978-1-888580-44-0.

### 其它語言
- Voor wie Nederland en Vlaanderen wil leren kennen. By J. Wilmots and J. De Rooij, 1978, Hasselt/Diepenbeek. （荷兰文）
- Handgeschreven wereld. Nederlandse literatuur en cultuur in de middeleeuwen. By D. Hogenelst and Frits van Oostrom, 1995, Amsterdam. （荷兰文）

## 外部連結
Template:Dutch diaspora